# Salomon Luria
Salomon Luria vagy Lurja, rövidített nevén RaSHaL [Rabbi SHlomo Luria] (héberül: שלמה לוריא), (Poznań, 1510 körül – Lublin, 1573. november 7.) kora újkori lengyelországi zsidó hittudós.

## Élete
Német zsidó eredetű családban született Poznańban. Mivel a környezetében élő zsidó hittudósoktól sehol sem bírta elviselni a hazugságot és a kétszínűsködést, sok ellenséget szerzett magának (például a lublini Sechna tanítványait). Ennek következtében élete első részében ide-oda bolyongott, és több városban alapított jesívákat, de tanítványai is folyton fellázadtak kérlelhetetlen szigora ellen, és rendre elűzték jesíváiból. Végül 1553-ban Lublinban telepedett le, és ott alapított egy zsinagógát. 1573-ban hunyt el.

## Művei
Luria művei a talmud-tudomány körébe tartoznak. A Jam sel Selómó alapos elemzések hét talmudi traktátushoz. A Chokmat Selómó novellák és Rási-, illetve tószafót-glosszák 19 traktátushoz. Fennmaradtak külön Rásihoz írt glosszái (Jeriót Selómó), német-zsidó szellemben készült responzumai és döntvényei, valamint Izsák Düren kompendiumához és Mózes Coucy törvénykönyvéhez készült fejtegetései is.
Mint korának szülöttje, a többi zsidó hittudóshoz hasonlóan ő is rajongott a kabbala tanításaiért. Bár ismerte Arisztotelész tanításait is, nem tudta teljesen elfogadni filozófiáját, ahogy barátját, az Arisztotelészt kritikátlanul népszerűsítő Mózes Isszerleszt sem. Luria igen alapos hittudós hírében állt, ennek tipikus példája a talmudi Jebámót-traktátus bevezetése: két év alatt is csak a felét tudta kielemezni a traktátusnak. Mint írja: „Kutattam, fürkésztem, hétszeres kereséssel minden törvény [héb. din] forrása után, keveset aludva, sokat megbeszélve, társakkal, tanítvánnyal, de legtöbbet a könyvvel.” Alapos kutatásaiból ered az egyes kérdésekkel kapcsolatos szilárd meggyőződése. Nagy hangsúlyt helyezett általában a szövegkritikára, és olykor idegen (pl. német) szómagyarázatokat is készített, mert – mint írja – Lengyelországban a német zsargont beszéli a zsidóság. Szláv szavakat is használ magyarázataihoz.
A Gemára tekintélyét általában a Misnáé fölé helyezi. Úgy véli, hogy a Germárával ellátott Misna fontosabb, mint az, amelyikhez nincs Talmud. Szerinte nem a Misna, vagy a borajtabeli halácha döntései, hanem Misna érvényes vallásjogi szempontból. A Talmud vagy a nagy gaónok által eldöntetlen kérdéseket a szabad mérlegelésre bízza – kivéve, ha a Talmud kifejezetten megoldhatatlannak nem jelezte. Azonban a szabad döntések esetén sincs jogosultság szigorító új szabályok bevezetésére. Nagyon figyel a talmud nyelvezetére: „A Talmud nem beszél talányszerűen.” Hangoztatja, hogy a Gemára megváltoztatott alakú bibliai verseket szokott idézni. Elismeri a minhag tekintélyét, de egyes szokásokat kritikával illet. Csak azt a hittudóst tudja méltányolni, aki nézetét a talmudra alapozza. Ellenőrzi a bibliamagyarázókat, támadja Gersonidészt, Bahja ben Áser misztikus értelmezéseit, és Joszéf Kárónál a szövegkritika hiányát. Isszerleszt – fent említett Arisztotelész iránti rajongása mellett – stílusáért bírálja: a responzumok és döntvények hibátlan nyelvezettel írandók. Luria ugyanakkor nagyra becsüli a gaónokat, mert szavaikat régi hagyománynak tartja.